# Declaración de Great Barrington
La Declaración de Great Barrington es un documento escrito en el Instituto estadounidense de investigación económica en Great Barrington (Massachusetts) y firmado el 4 de octubre de 2020 por Martin Kulldorff (profesor de medicina en la Universidad de Harvard), Sunetra Gupta (profesora y epidemióloga de la Universidad de Oxford) y Jay Bhattacharya (profesor en la Facultad de Medicina de la Universidad Stanford). El documento recomienda un abordaje diferente a la pandemia de COVID-19. En lugar de cuarentena por la pandemia de COVID-19, con daño a la salud física y mental, los autores recomiendan la «Protección Focalizada» de las personas vulnerables, los ancianos y los enfermos, y permitir que los jóvenes y aquellos con un riesgo mucho menor de muerte vivir sus vidas con normalidad hasta que se logre la inmunidad de rebaño.

## Contenido de la declaración

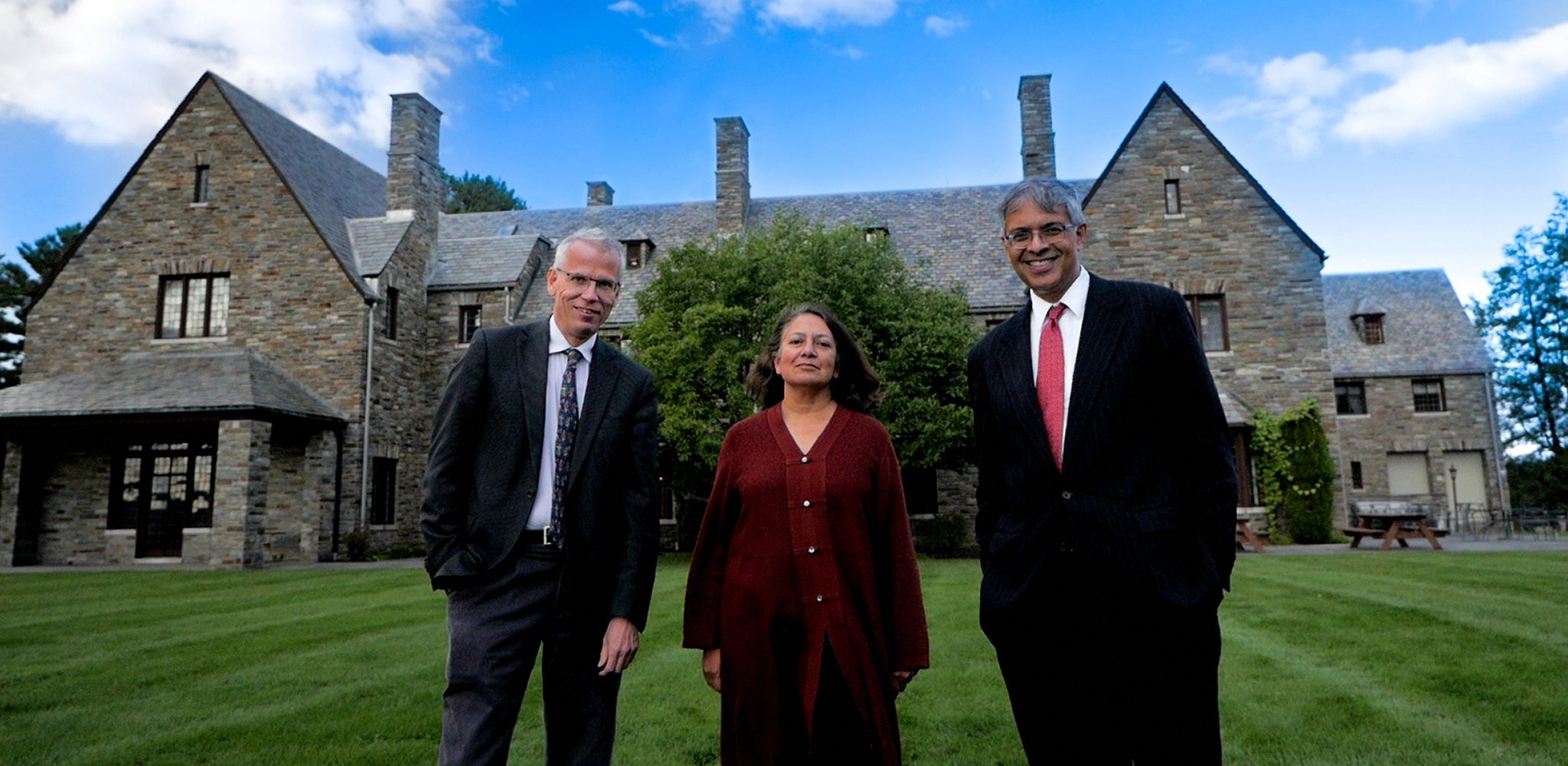
Los autores de la Declaración de Great Barrington. De izquierda a derecha, Martin Kulldorff, Sunetra Gupta, Jay Bhattacharya

La declaración dice que los encierros tienen efectos adversos en la salud física y mental, por ejemplo, porque las personas posponen la atención médica preventiva [4]. Proponen reducir estos daños poniendo fin a las restricciones obligatorias en la mayoría de las actividades para la mayoría de las personas. Sin estas restricciones, más personas desarrollarán COVID-19. Creen que estas infecciones producirán inmunidad colectiva (la idea de que cuando suficientes personas se vuelvan inmunes, el virus dejará de circular ampliamente), lo que eventualmente hará que sea menos probable que las personas de alto riesgo se expongan al virus.
Los autores dicen que, en lugar de proteger a todos, la atención debería centrarse en proteger a los que corren mayor riesgo, con pocas restricciones obligatorias para el resto de la población. La declaración menciona cambios económicos específicos que los firmantes favorecen: reanudar la vida normal, con escuelas y universidades abiertas para la enseñanza presencial y actividades extracurriculares, reabrir oficinas, restaurantes y otros lugares de trabajo, y reanudar las reuniones masivas para actividades culturales y deportivas. Para octubre, muchas de estas cosas ya habían sucedido en algunas partes del mundo, pero también estaban restringidas en otras partes; por ejemplo, el Reino Unido vio cuarentenas de estudiantes, advertencias de viaje, restricciones para conocer a otras personas y cierres parciales de escuelas, pubs y restaurantes.

## Firmantes
Michael Levitt